# Bolboceratex spurius
Bolboceratex spurius is een keversoort uit de familie cognackevers (Bolboceratidae). De wetenschappelijke naam van de soort werd in 1901 gepubliceerd door Louis Albert Péringuey.
Deze soort komt voor in Zimbabwe.